# Ser ou não ser

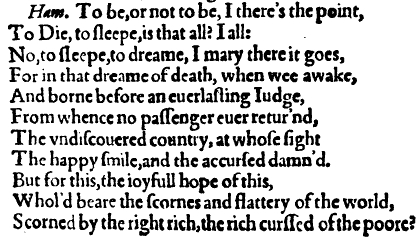
Página do terceiro ato de Hamlet mostrando a frase

A frase "Ser ou não ser, eis a questão" (em inglês: To be, or not to be, that is the question) vem da peça A tragédia de Hamlet, príncipe da Dinamarca, de William Shakespeare. Encontra-se no Ato III, Cena I e é frequentemente usada como um fundo filosófico profundo. Sem dúvida alguma, é uma das mais famosas frases da literatura mundial. O verso, citado pelo personagem principal Hamlet, é o seguinte:
| To be, or not to be, that is the question: Whether 'tis nobler in the mind to suffer The slings and arrows of outrageous fortune, Or to take arms against a sea of troubles, And by opposing end them? To die, to sleep, No more; and by a sleep to say we end The heart-ache, and the thousand natural shocks That flesh is heir to: 'tis a consummation Devoutly to be wished. To die, to sleep; To sleep, perchance to dream – ay, there's the rub: For in that sleep of death what dreams may come, When we have shuffled off this mortal coil, Must give us pause – there's the respect That makes calamity of so long life. For who would bear the whips and scorns of time, The oppressor's wrong, the proud man's contumely, The pangs of despised love, the law’s delay, The insolence of office, and the spurns That patient merit of the unworthy takes, When he himself might his quietus make With a bare bodkin? Who would fardels bear, To grunt and sweat under a weary life, But that the dread of something after death, The undiscovered country from whose bourn No traveller returns, puzzles the will, And makes us rather bear those ills we have Than fly to others that we know not of? Thus conscience does make cowards of us all, And thus the native hue of resolution Is sicklied o'er with the pale cast of thought, And enterprises of great pith and moment, With this regard their currents turn awry, And lose the name of action. […] | Ser ou não ser, eis a questão: será mais nobre Em nosso espírito sofrer pedras e flechas Com que a Fortuna, enfurecida, nos alveja, Ou insurgir-nos contra um mar de provocações E em luta pôr-lhes fim? Morrer.. dormir: não mais. Dizer que rematamos com um sono a angústia E as mil pelejas naturais-herança do homem: Morrer para dormir… é uma consumação Que bem merece e desejamos com fervor. Dormir… Talvez sonhar: eis onde surge o obstáculo: Pois quando livres do tumulto da existência, No repouso da morte o sonho que tenhamos Devem fazer-nos hesitar: eis a suspeita Que impõe tão longa vida aos nossos infortúnios. Quem sofreria os relhos e a irrisão do mundo, O agravo do opressor, a afronta do orgulhoso, Toda a lancinação do mal-prezado amor, A insolência oficial, as dilações da lei, Os doestos que dos nulos têm de suportar O mérito paciente, quem o sofreria, Quando alcançasse a mais perfeita quitação Com a ponta de um punhal? Quem levaria fardos, Gemendo e suando sob a vida fatigante, Se o receio de alguma coisa após a morte, –Essa região desconhecida cujas raias Jamais viajante algum atravessou de volta – Não nos pusesse a voar para outros, não sabidos? O pensamento assim nos acovarda, e assim É que se cobre a tez normal da decisão Com o tom pálido e enfermo da melancolia; E desde que nos prendam tais cogitações, Empresas de alto escopo e que bem alto planam Desviam-se de rumo e cessam até mesmo De se chamar ação. […] |
| —Tradução de Péricles Eugênio da Silva Ramos | —William Shakespeare |

Na imaginação popular a fala é pronunciada por Hamlet segurando a caveira de Yorick, embora as duas ações estejam longes de si no texto da peça. Também é importante observar que o príncipe não está sozinho no palco: Ofélia, Polônio e o Rei estão escondidos. Há ainda a dúvida debatida por editores de edições diversas sobre o fato de Hamlet ver ou não o Rei e Polônio. Caso ele realmente tenha visto, talvez tenha pronunciado indiretas através de suas metáforas.

## Impacto cultural
- Tupi or not tupi, that's the question — frase lançada por Oswald de Andrade em Manifesto Antropofágico em questionamento sobre a cultura brasileira e sua raiz numa sátira ao criar trocadilho com a frase anglofônica de William Shakespeare.[3][4][5] Nesse sentido, é referido como "o trocadilho dos trocadilhos".[3][6][7]